# Uitwendig reguliere maat
In de maattheorie, een deelgebied van de wiskunde, heet een maat uitwendig regelmatig als de maat van een verzameling van buiten af kan worden benaderd door gebruik te maken van open verzamelingen die de verzameling omvatten. 

## Definitie
Laat {\displaystyle (X,T)} een Hausdorff topologische ruimte zijn en {\displaystyle \Sigma } een σ-algebra op {\displaystyle X} die de topologie {\displaystyle T} bevat (zodat elke open verzameling een meetbare verzameling is en {\displaystyle \Sigma } tenminst zo fijnmazig is als de borel-σ-algebra op {\displaystyle X}). 
Een maat {\displaystyle \mu } op de meetbare ruimte {\displaystyle (X,\Sigma )} wordt uitwendig regelmatig genoemd, als voor elke meetbare verzameling {\displaystyle A\in \Sigma } geldt dat: 
{\displaystyle \mu (A)=\inf\{\mu (K)|K{\text{ open}},K\supseteq A\}}